# Ommatius neotropicus
Ommatius neotropicus är en tvåvingeart som beskrevs av Charles Howard Curran 1928. Ommatius neotropicus ingår i släktet Ommatius och familjen rovflugor. Inga underarter finns listade i Catalogue of Life.